# Prêmio Saturno de melhor atriz em cinema
Esta é uma lista das vencedoras do Prêmio Saturno de melhor atriz em um filme.

## Indicadas e vencedoras

### Décadas de 1970 e 1980
| Ano       | Atriz            | Longa-metragem                          |
| --------- | ---------------- | --------------------------------------- |
| 1974/1975 | Katharine Ross   | The Stepford Wives                      |
| 1976      | Blythe Danner    | Futureworld                             |
| 1977      | Jodie Foster     | The Little Girl Who Lives Down the Lane |
| 1978      | Margot Kidder    | Superman                                |
| 1979      | Mary Steenburgen | Time After Time                         |
| 1980      | Angie Dickinson  | Dressed to Kill                         |
| 1981      | Karen Allen      | Raiders of the Lost Ark                 |
| 1982      | Sandahl Bergman  | Conan the Barbarian                     |
| 1983      | Louise Fletcher  | Brainstorm                              |
| 1984      | Daryl Hannah     | Splash                                  |
| 1985      | Coral Browne     | Dreamchild                              |
| 1986      | Sigourney Weaver | Aliens                                  |
| 1987      | Jessica Tandy    | *batteries not included                 |
| 1988      | Catherine Hicks  | Child's Play                            |

### Década de 1990
| Ano     | Vencedoras e Indicadas      | Filme                                 | Personagem                                   |
| ------- | --------------------------- | ------------------------------------- | -------------------------------------------- |
| 1989/90 | Demi Moore                  | Ghost                                 | Molly Jensen                                 |
| 1989/90 | Julie Carmen                | Fright Night II                       | Regine Dandrige                              |
| 1989/90 | Blanca Guerra               | Santa Sangre                          | Concha                                       |
| 1989/90 | Anjelica Huston             | The Witches                           | Senhorita Eva Ernst / A Grande Bruxa         |
| 1989/90 | Nicole Kidman               | Dead Calm                             | Rae Ingram                                   |
| 1989/90 | Madonna                     | Dick Tracy                            | Rachel Mannus                                |
| 1989/90 | Mary Elizabeth Mastrantonio | The Abyss                             | Lindsey Brigman                              |
| 1989/90 | Ally Sheedy                 | Fear                                  | Cayce Bridges                                |
| 1989/90 | Jenny Wright                | I, Madman                             | Virginia                                     |
| 1991    | Linda Hamilton              | Terminator 2: Judgment Day            | Sarah Connor                                 |
| 1991    | Kathy Bates                 | Misery                                | Annie Wilkes                                 |
| 1991    | Jodie Foster                | The Silence of the Lambs              | Clarice Starling                             |
| 1991    | Julia Roberts               | Sleeping with the Enemy               | Laura Burney                                 |
| 1991    | Winona Ryder                | Edward Scissorhands                   | Kim Boggs                                    |
| 1991    | Meryl Streep                | Defending Your Life                   | Julia                                        |
| 1992    | Virginia Madsen             | Candyman                              | Helen Lyle                                   |
| 1992    | Rebecca De Mornay           | The Hand That Rocks the Cradle        | Peyton Flanders / Sra. Mott                  |
| 1992    | Sheryl Lee                  | Twin Peaks: Fire Walk with Me         | Laura Palmer                                 |
| 1992    | Winona Ryder                | Bram Stoker's Dracula                 | Elisabetha / Mina Harker                     |
| 1992    | Sharon Stone                | Basic Instinct                        | Catherine Tramell                            |
| 1992    | Meryl Streep                | Death Becomes Her                     | Madeline Ashton                              |
| 1992    | Sigourney Weaver            | Alien 3                               | Ellen Ripley                                 |
| 1993    | Andie MacDowell             | Groundhog Day                         | Rita                                         |
| 1993    | Patricia Arquette           | True Romance                          | Alabama Whitman                              |
| 1993    | Laura Dern                  | Jurassic Park                         | Dra. Ellie Sattler                           |
| 1993    | Michelle Forbes             | Kalifornia                            | Carrie Laughlin                              |
| 1993    | Anjelica Huston             | Addams Family Values                  | Mortícia Addams                              |
| 1993    | Bette Midler                | Hocus Pocus                           | Winifred "Winnie" Sanderson                  |
| 1993    | Ally Sheedy                 | Man's Best Friend                     | Lori Tanner                                  |
| 1994    | Sandra Bullock              | Speed                                 | Annie Porter                                 |
| 1994    | Jamie Lee Curtis            | True Lies                             | Helen Tasker                                 |
| 1994    | Mädchen Amick               | Dream Lover                           | Lena Mathers                                 |
| 1994    | Helena Bonham Carter        | Mary Shelley's Frankenstein           | Elizabeth Frankenstein                       |
| 1994    | Penelope Ann Miller         | The Shadow                            | Margo Lane                                   |
| 1994    | Michelle Pfeiffer           | Wolf                                  | Laura Alden                                  |
| 1995    | Angela Bassett              | Strange Days                          | Lornette "Mace" Mason                        |
| 1995    | Kathy Bates                 | Dolores Claiborne                     | Dolores Claiborne                            |
| 1995    | Nicole Kidman               | To Die For                            | Suzanne Stone-Marretto                       |
| 1995    | Sharon Stone                | The Quick and the Dead                | A Dama                                       |
| 1995    | Madeleine Stowe             | 12 Monkeys                            | Kathryn Railly                               |
| 1995    | Marina Zudina               | Mute Witness                          | Billy                                        |
| 1996    | Neve Campbell               | Scream                                | Sidney Prescott                              |
| 1996    | Geena Davis                 | The Long Kiss Goodnight               | Samantha Caine / Charlene "Charly" Baltimore |
| 1996    | Gina Gershon                | Bound                                 | Corky                                        |
| 1996    | Helen Hunt                  | Twister                               | Dra. Jo Harding                              |
| 1996    | Frances McDormand           | Fargo                                 | Marge Gunderson                              |
| 1996    | Penelope Ann Miller         | The Relic                             | Dra. Margo Green                             |
| 1997    | Jodie Foster                | Contact                               | Dra. Eleanor "Ellie" Ann Arroway             |
| 1997    | Neve Campbell               | Scream 2                              | Sidney Prescott                              |
| 1997    | Pam Grier                   | Jackie Brown                          | Jackie Brown                                 |
| 1997    | Jennifer Lopez              | Anaconda                              | Terri Flowers                                |
| 1997    | Mira Sorvino                | Mimic                                 | Dra. Susan Tyler                             |
| 1997    | Sigourney Weaver            | Alien: Resurrection                   | Ellen Ripley                                 |
| 1998    | Drew Barrymore              | Ever After: A Cinderella Story        | Danielle de Barbarac / Nicole de Lancret     |
| 1998    | Gillian Anderson            | The X-Files                           | Dana Scully                                  |
| 1998    | Jamie Lee Curtis            | Halloween H20: 20 Years Later         | Laurie Strode / Keri Tate                    |
| 1998    | Meg Ryan                    | City of Angels                        | Maggie Rice                                  |
| 1998    | Jennifer Tilly              | Bride of Chucky                       | Tiffany                                      |
| 1998    | Catherine Zeta-Jones        | The Mask of Zorro                     | Elena De La Vega                             |
| 1999    | Christina Ricci             | Sleepy Hollow                         | Katrina Van Tassel                           |
| 1999    | Heather Graham              | Austin Powers: The Spy Who Shagged Me | Felicity Shagwell                            |
| 1999    | Catherine Keener            | Being John Malkovich                  | Maxine Lund                                  |
| 1999    | Carrie-Anne Moss            | The Matrix                            | Trinity                                      |
| 1999    | Sigourney Weaver            | Galaxy Quest                          | Gwen DeMarco / Tenente Tawny Madison         |
| 1999    | Rachel Weisz                | The Mummy                             | Evelyn "Evie" Carnahan O'Connell             |

### Década de 2000
| Ano  | Vencedoras e Indicadas | Filme                                                          | Personagem                            |
| ---- | ---------------------- | -------------------------------------------------------------- | ------------------------------------- |
| 2000 | Téa Leoni              | The Family Man                                                 | Kate Reynolds                         |
| 2000 | Cate Blanchett         | The Gift                                                       | Annabelle "Annie" Wilson              |
| 2000 | Ellen Burstyn          | Requiem for a Dream                                            | Sara Goldfarb                         |
| 2000 | Jennifer Lopez         | The Cell                                                       | Catherine Deane                       |
| 2000 | Michelle Pfeiffer      | What Lies Beneath                                              | Claire Spencer                        |
| 2000 | Michelle Yeoh          | Crouching Tiger, Hidden Dragon                                 | Yu Shu Lien                           |
| 2001 | Nicole Kidman          | The Others                                                     | Grace Stewart                         |
| 2001 | Kate Beckinsale        | Serendipity                                                    | Sara Thomas                           |
| 2001 | Angelina Jolie         | Lara Croft: Tomb Raider                                        | Lara Croft                            |
| 2001 | Julianne Moore         | Hannibal                                                       | Clarice Starling                      |
| 2001 | Frances O'Connor       | A.I. Artificial Intelligence                                   | Monica Swinton                        |
| 2001 | Naomi Watts            | Mulholland Drive                                               | Betty Elms / Diane Selwyn             |
| 2002 | Naomi Watts            | The Ring                                                       | Rachel Keller                         |
| 2002 | Kirsten Dunst          | Spider-Man                                                     | Mary Jane Watson                      |
| 2002 | Jodie Foster           | Panic Room                                                     | Meg Altman                            |
| 2002 | Milla Jovovich         | Resident Evil                                                  | Alice                                 |
| 2002 | Natascha McElhone      | Solaris                                                        | Rheya                                 |
| 2002 | Natalie Portman        | Star Wars Episode II: Attack of the Clones                     | Padmé Amidala                         |
| 2003 | Uma Thurman            | Kill Bill (Volume 1)                                           | A Noiva / Beatrix Kiddo               |
| 2003 | Kate Beckinsale        | Underworld                                                     | Selene                                |
| 2003 | Jessica Biel           | The Texas Chainsaw Massacre                                    | Erin Hardesty                         |
| 2003 | Cate Blanchett         | The Missing                                                    | Magdalena "Maggie" Gilkeson           |
| 2003 | Jennifer Connelly      | Hulk                                                           | Elizabeth "Betty" Ross                |
| 2003 | Jamie Lee Curtis       | Freaky Friday                                                  | Tess Coleman / Anna Coleman           |
| 2004 | Blanchard Ryan         | Open Water                                                     | Susan Watkins                         |
| 2004 | Nicole Kidman          | Birth                                                          | Anna                                  |
| 2004 | Julianne Moore         | The Forgotten                                                  | Telly Parretta                        |
| 2004 | Uma Thurman            | Kill Bill (Volume 2)                                           | Beatrix Kiddo                         |
| 2004 | Kate Winslet           | Eternal Sunshine of the Spotless Mind                          | Clementine Kruczynski                 |
| 2004 | Ziyi Zhang             | Shi mian mai fu (House of Flying Daggers)                      | Mei                                   |
| 2005 | Naomi Watts            | King Kong                                                      | Ann Darrow                            |
| 2005 | Jodie Foster           | Flightplan                                                     | Kyle Pratt                            |
| 2005 | Laura Linney           | The Exorcism of Emily Rose                                     | Erin Brunner                          |
| 2005 | Rachel McAdams         | Red Eye                                                        | Lisa Reisert                          |
| 2005 | Natalie Portman        | Star Wars Episode III: Revenge of the Sith                     | Padmé Amidala                         |
| 2005 | Tilda Swinton          | The Chronicles of Narnia: The Lion, the Witch and the Wardrobe | Jadis, a Feiticeira Branca            |
| 2006 | Natalie Portman        | V for Vendetta                                                 | Evey Hammond                          |
| 2006 | Kate Bosworth          | Superman Returns                                               | Lois Lane                             |
| 2006 | Judi Dench             | Notes on a Scandal                                             | Barbara Covett                        |
| 2006 | Maggie Gyllenhaal      | Stranger than Fiction                                          | Ana Pascal                            |
| 2006 | Shauna Macdonald       | The Descent                                                    | Sarah                                 |
| 2006 | Renée Zellweger        | Miss Potter                                                    | Beatrix Potter                        |
| 2007 | Amy Adams              | Enchanted                                                      | Giselle                               |
| 2007 | Helena Bonham Carter   | Sweeney Todd: The Demon Barber of Fleet Street                 | Sra. Lovett                           |
| 2007 | Ashley Judd            | Bug                                                            | Agnes White                           |
| 2007 | Belén Rueda            | The Orphanage                                                  | Laura                                 |
| 2007 | Carice van Houten      | Zwartboek (Black Book)                                         | Rachel Stein / Ellis de Vries         |
| 2007 | Naomi Watts            | Eastern Promises                                               | Anna Khitrova                         |
| 2008 | Angelina Jolie         | Changeling                                                     | Christine Collins                     |
| 2008 | Cate Blanchett         | The Curious Case of Benjamin Button                            | Daisy Fuller                          |
| 2008 | Maggie Gyllenhaal      | The Dark Knight                                                | Rachel Dawes                          |
| 2008 | Julianne Moore         | Blindness                                                      | A Esposa do Médico                    |
| 2008 | Emily Mortimer         | Transsiberian                                                  | Jessie                                |
| 2008 | Gwyneth Paltrow        | Iron Man                                                       | Virginia "Pepper" Potts               |
| 2009 | Zoë Saldaña            | Avatar                                                         | Neytiri                               |
| 2009 | Catherine Keener       | Where the Wild Things Are                                      | Connie                                |
| 2009 | Mélanie Laurent        | Inglourious Basterds                                           | Shosanna Dreyfus / Emmanuelle Mimieux |
| 2009 | Alison Lohman          | Drag Me to Hell                                                | Christine Brown                       |
| 2009 | Natalie Portman        | Brothers                                                       | Grace Cahill                          |
| 2009 | Charlize Theron        | The Burning Plain                                              | Sylvia                                |

### Década de 2010
| Ano       | Vencedoras e Indicadas  | Filme                                      | Personagem                                      |
| --------- | ----------------------- | ------------------------------------------ | ----------------------------------------------- |
| 2010      | Natalie Portman         | Black Swan                                 | Nina Sayers                                     |
| 2010      | Cécile de France        | Hereafter                                  | Marie Lelay                                     |
| 2010      | Angelina Jolie          | Salt                                       | Evelyn Salt / Natasha Chenkov                   |
| 2010      | Carey Mulligan          | Never Let Me Go                            | Kathy H.                                        |
| 2010      | Elliot Page             | Inception                                  | Ariadne                                         |
| 2010      | Noomi Rapace            | Män som hatar kvinnor                      | Lisbeth Salander                                |
| 2011      | Kirsten Dunst           | Melancholia                                | Justine                                         |
| 2011      | Jessica Chastain        | Take Shelter                               | Samantha LaForche                               |
| 2011      | Keira Knightley         | A Dangerous Method                         | Sabina Spielrein                                |
| 2011      | Rooney Mara             | The Girl with the Dragon Tattoo            | Lisbeth Salander                                |
| 2011      | Brit Marling            | Another Earth                              | Rhoda Williams                                  |
| 2011      | Elizabeth Olsen         | Martha Marcy May Marlene                   | Martha                                          |
| 2012      | Jennifer Lawrence       | The Hunger Games                           | Katniss Everdeen                                |
| 2012      | Jessica Chastain        | Zero Dark Thirty                           | Maya                                            |
| 2012      | Ann Dowd                | Compliance                                 | Sandra                                          |
| 2012      | Zoe Kazan               | Ruby Sparks                                | Ruby Sparks                                     |
| 2012      | Helen Mirren            | Hitchcock                                  | Alma Reville                                    |
| 2012      | Naomi Watts             | The Impossible                             | Maria Bennett                                   |
| 2013      | Sandra Bullock          | Gravity                                    | Ryan Stone                                      |
| 2013      | Halle Berry             | The Call                                   | Jordan Turner                                   |
| 2013      | Martina Gedeck          | Die Wand                                   | Die Frau                                        |
| 2013      | Jennifer Lawrence       | The Hunger Games: Catching Fire            | Katniss Everdeen                                |
| 2013      | Emma Thompson           | Saving Mr. Banks                           | P.L. Travers                                    |
| 2013      | Mia Wasikowska          | Stoker                                     | India Stoker                                    |
| 2014      | Rosamund Pike           | Gone Girl                                  | Amy Elliott-Dunne                               |
| 2014      | Emily Blunt             | Edge of Tomorrow                           | Sargento Rita Rose Vrataski                     |
| 2014      | Essie Davis             | The Babadook                               | Amelia                                          |
| 2014      | Anne Hathaway           | Interstellar                               | Dra. Amelia Brand                               |
| 2014      | Angelina Jolie          | Maleficent                                 | Malévola                                        |
| 2014      | Jennifer Lawrence       | The Hunger Games: Mockingjay - Part 1      | Katniss Everdeen                                |
| 2015      | Charlize Theron         | Mad Max: Fury Road                         | Imperatriz Furiosa                              |
| 2015      | Emily Blunt             | Sicario                                    | Kate Macy                                       |
| 2015      | Jessica Chastain        | The Martian                                | Comandante Melissa Lewis                        |
| 2015      | Blake Lively            | The Age of Adaline                         | Adaline                                         |
| 2015      | Daisy Ridley            | Star Wars: Episode VII — The Force Awakens | Rey                                             |
| 2015      | Mia Wasikowska          | Crimson Peak                               | Edith Cushing                                   |
| 2016      | Mary Elizabeth Winstead | 10 Cloverfield Lane                        | Michelle                                        |
| 2016      | Amy Adams               | Arrival                                    | Dra. Louisa Banks                               |
| 2016      | Emily Blunt             | The Girl on the Train                      | Rachel Watson                                   |
| 2016      | Taraji P. Henson        | Hidden Figures                             | Katherine Johnson                               |
| 2016      | Felicity Jones          | Rogue One: A Star Wars Story               | Jyn Erso                                        |
| 2016      | Jennifer Lawrence       | Passengers                                 | Aurora Lane                                     |
| 2016      | Narges Rashidi          | Zir-e Sayeh (Under the Shadow)             | Shideh                                          |
| 2017      | Gal Gadot               | Wonder Woman                               | Princesa Diana de Themyscira / Mulher-Maravilha |
| 2017      | Sally Hawkins           | The Shape of Water                         | Elisa Esposito                                  |
| 2017      | Frances McDormand       | Three Billboards Outside Ebbing, Missouri  | Mildred Hayes                                   |
| 2017      | Lupita Nyong'o          | Black Panther                              | Nakia                                           |
| 2017      | Rosamund Pike           | Hostiles                                   | Rosalie Quaid                                   |
| 2017      | Daisy Ridley            | Star Wars: The Last Jedi                   | Rey                                             |
| 2017      | Emma Watson             | Beauty and the Beast                       | Belle                                           |
| 2018-2019 | Jamie Lee Curtis        | Halloween                                  | Laurie Strode                                   |
| 2018-2019 | Emily Blunt             | Mary Poppins Returns                       | Mary Poppins                                    |
| 2018-2019 | Toni Collette           | Hereditary                                 | Annie Graham                                    |
| 2018-2019 | Nicole Kidman           | Destroyer                                  | Erin Bell                                       |
| 2018-2019 | Brie Larson             | Captain Marvel                             | Carol Danvers                                   |
| 2018-2019 | Lupita Nyong'o          | Us                                         | Adelaide Wilson / Red                           |
| 2018-2019 | Octavia Spencer         | Ma                                         | Sue Ann "Ma" Ellington                          |
| 2019-2020 | Elisabeth Moss          | The Invisible Man                          | Cecilia "Cee" Kass                              |
| 2019-2020 | Charlize Theron         | The Old Guard                              | Andy                                            |
| 2019-2020 | Natalie Portman         | Lucy in the Sky                            | Lucy Cola                                       |
| 2019-2020 | Margot Robbie           | Birds of Prey                              | Harley Quinn                                    |
| 2019-2020 | Rebecca Ferguson        | Doctor Sleep                               | Rose Cartola                                    |
| 2019-2020 | Liu Yifei               | Mulan                                      | Mulan                                           |
| 2019-2020 | Daisy Ridley            | Star Wars: The Rise of Skywalker           | Rey                                             |

### Década de 2020
| Ano       | Vencedoras e Indicadas | Filme                             | Personagem                |
| --------- | ---------------------- | --------------------------------- | ------------------------- |
| 2021-2022 | Michelle Yeoh          | Everything Everywhere All at Once | Evelyn Quan Wang          |
| 2021-2022 | Cate Blanchett         | Nightmare Alley                   | Lilith Ritter             |
| 2021-2022 | Emily Blunt            | A Quiet Place Part II             | Evelyn Abbott             |
| 2021-2022 | Zoë Kravitz            | The Batman                        | Mulher-Gato / Selina Kyle |
| 2021-2022 | Emma Stone             | Cruella                           | Estella / Cruella         |
| 2021-2022 | Keke Palmer            | Nope                              | Emerald "Em" Haywood      |
| 2021-2022 | Zendaya                | Spider-Man: No Way Home           | MJ                        |
| 2022-2023 | Margot Robbie          | Barbie                            | Barbie                    |
| 2022-2023 | Mia Goth               | Pearl                             | Pearl                     |
| 2022-2023 | Amber Midthunder       | Prey                              | Naru                      |
| 2022-2023 | Anya Taylor-Joy        | The Menu                          | Erin / Margot             |
| 2022-2023 | Viola Davis            | The Woman King                    | General Nanisca           |
| 2022-2023 | Zoë Saldaña            | Avatar: The Way of Water          | Neytiri                   |
| 2022-2023 | Demi Moore             | The Substance                     | Elisabeth Sparkle         |
| 2022-2023 | Naomi Scott            | Smile 2                           | Skye Riley                |
| 2022-2023 | June Squibb            | Thelma                            | Thelma Post               |
| 2022-2023 | Winona Ryder           | Beetlejuice Beetlejuice           | Lydia Deetz               |
| 2022-2023 | Lupita Nyong'o         | A Quiet Place: Day One            | Samira                    |
| 2022-2023 | Anya Taylor-Joy        | Furiosa: A Mad Max Saga           | Imperatriz Furiosa        |
| 2022-2023 | Willa Fitzgerald       | Strange Darling                   | A Dama                    |